# David Cornelis van Lennep
Pour les articles homonymes, voir Van Lennep.
David Cornelis van Lennep, né le 13 août 1766 à Amsterdam et mort dans cette ville le 10 février 1838, est un homme politique néerlandais.

## Biographie
Van Lennep devient commissaire aux affaires commerciales d'Amsterdam à la fin des années 1780. En 1792, il devient échevin de la ville. À la différence de son oncle Cornelis, il se tient à l'écart dans les premières années de la République batave. 
Il est élu à la municipalité d'Amsterdam en 1803 et député d'Amsterdam au Corps législatif du royaume de Hollande en 1808. Après l'annexion française, il devient juge de paix puis greffier au tribunal d'Amsterdam.
Il est anobli par Guillaume Ier des Pays-Bas en 1822.